# 殺校
废校，是指以公共行政或法律手段停辦学校的行为。在正式的政府公文中，并无国家和地区直接使用「废校」一词，公文中往往代之于诸如「课程改革」、「教育改革」、教育资源整合、「退场」、合并、院系调整、休校、停止招生等温和而中立的词汇；而民间多用比较贬义的“废校”；香港民间及傳媒更称之为“殺校”。
20世紀初，很多國家推行西化教育時，舊制學校都面臨過废校，僅一部分學校因為特殊性（如：宗教學校）而獲得保留。21世紀初，香港人口結構改變使“殺校”問題更加明顯，成為當時熱門話題，此詞彙因而出現。世界各地人口結構改變時，廢校或併校都有發生過，尤其是最為明顯，至於開發中國家也開始出現這類學校。

## 可能成因
- 客观原因：当地区学龄人口不至于支撑学校存續，或者学校不能吸引足够的学生的时候，如果再行營運会入不敷出，且區內有足夠學位時，可能会导致废校。[2]
- 主观原因：学校本身经营不善，学术丑闻不停發生、多次發生安全問題，或者在极权国家的学校违逆国家意志，教育主管機構便可能會將該校撤銷立案或勒令與其他學校併校等。
- 政策原因：国家教育主管机构决定修改学制或者更换教育体系时，往往使得全国各级各类学校都面对转型或废校的危险。

## 香港

### 歷來潮

#### 第一波「殺校潮」
1970年代後期，政府取締設備簡陋、且不合規格的「天台小學」，加上徙置區人口老化，不再有穩定生源。因此辦學表現遜色、且不獲遷校的學校（包括部分「火柴盒」小學，及絕大多數位於第一、二型徙廈的小學），在1980年代初至1989年間被著令停辦，當中天台小學於1980年代中消失；最後一間並非因屋邨重建，而在第一波殺校潮中停辦的小學，為藍田（一）邨的佛教內明學校，於1989年停辦。
同樣基於上述原因，加上26座問題公屋醜聞於1980年代被揭發，不少舊式屋邨因而需要重建。位於受影響屋邨、學額過剩或不獲當局遷置的「火柴盒」小學，則需停辦，使第一波「殺校潮」一直延續至2000年代。隨著黃竹坑天主教小學及牛頭角聖鮑思高學校，分別於2005及2006年因屋邨重建而結校，第一波「殺校潮」亦告一段落。

#### 第二波「殺校潮」
根據2001年政府統計處的人口推算，估計每年由中國大陆來港的6-16歲人士為16,708人，但2004年實際來港的人數卻驟降至5,085人，比2001年的預計數字少約11,600人。過去三年累積的差額更高達32,200人，同時香港出生率下降，適齡學童減少，教統局要求小學至少錄取23名新生才能開班，收生不足的學校將面臨縮班或殺校威脅。
然而九十年代政府大量興建新學校，加上教育改革引入直資學校及一條龍學校，新舊校形成激烈競爭。2002年教統局頒佈《統整成本高及使用率低的小學》文件，標籤收生不足的學校為教育成效不彰，故不受家長歡迎。因為政府資助的編制教師名額以班數計算，所以收生不足的學校就要縮減班數及教師編制，令學校出現「超額教師」。香港約於2003/04學年出現小學縮班殺校潮，於2009/10學年蔓延至中學。當中學縮班至一定程度，學校就沒有足夠教師開辦高中課程，於是政府就運用行政手段收回辦學權，稱為「殺校」。超額教師會被裁減，但教師的專業訓練局限於教學，以致轉職困難，而年資較短的教師又未能參與提早退休計劃，亦因遲來先走原則辭退，成為最大受害者。政府縮班殺校的直接後果就是教師失業，因此面臨很大的反對聲音，尤其來自教師工會，如香港教育專業人員協會。
隨著釋慧文中學於2017年暑假停辦，同時雙非學童帶動中小學學生增加，第二波「殺校潮」劃上句號。

#### 第三波「殺校潮」
2012年梁振英當選行政長官後，推動「零雙非」政策香港公立醫院及私立醫院停止雙非孕婦在2013年或以後的預約分娩，雙非嬰兒數目大幅下降，同時於2010年代中，政府曾以協助開辦「有時限小學」的形式，解決因「雙非兒童」適齡入學而短暫增加的學額需求。當其服務合約於2024-27年陸續到期時，該等小學亦陸續停辦，觸發第三次「殺校潮」。
而2020年《港區國安法》生效後，香港再度出現移民潮，加上少子化現象持續，適齡學童人口將於2022-29年內逐步下降。政府因此於2021年內率先宣佈停辦部分官立學校
，並與各辦學團體商討將部分收生不足的學校停辦，是為第三次「殺校潮」。多間學校因未能達到「開班線」而面臨殺校，包括獻主會溥仁小學。立法會教育界議員朱國強表示，教育局完全無人情講，局方提供的發展方案是「揀無可揀」，實際是「硬殺校」。教育局指已調低「開班線」，由24人酌情下降至16人，認為不能無止境地降低。
而在2023及2025年，教育局先後收緊收生不足的中、小學續辦方案，並提議通過修訂《專上學院條例》，對未能達標而須「殺校」的自資院校不再給予緩衝期。及後，中學收生線及「殺校」政策自2025年中起再度收緊。

### 具體情況

#### 理據
收生不足而殺校，往往因為交通不便（如離島）、校風不良、師資不齊、硬件落後，或市場供過於求所致。課程不合時代，太多同類課程作替代是市區學校結束的老生常談。當中土地改變用途比辦學更有利社會時，便會重新開發。多數學校附設於房委會屋邨內，一般而言屋邨小學「杀校」後，除非曾經擴建或短期內有其他辦學機構、政府部門使用，原則上都會計劃重建成公屋（如漁灣邨漁進樓、富山邨富暉樓），部分可抽出作綠置居或居屋（如居屋青俊苑），部分則改建成過渡性房屋或簡約公屋（如救世軍「齊+」）。若被殺學校為採用連環型校舍的中學，則會改作小學或職業訓練局屬下訓練機構，當中前者供一些無法再擴建、但辦學表現優良的「火柴盒」小學或標準小學校舍遷置。
學校因營運不當，負面新聞而面臨殺校（實際上由其他辦學機構接手，類似1978年的金禧事件）的亦不少。有些人或團體以辦學為由申辦津貼，宣傳學校，但在校政（包括財政）上處理極為不當。而在2009年，臻美黃乾亨學校被指辦學牟利，虧空公款被政府收回辦學權（後改由福建中學接辦）一事，正是此等「杀校」的例子之一。
此外政府於1987年實行「整體重建計劃」，以拆卸不合規格、甚至有即時倒塌風險的徙置大廈（不包括第七型）及政府廉租屋後，部分建於相關屋邨的「火柴盒」學校由於樓宇結構有問題，加上「一區一學校」規劃原則，以及無法投得新校舍而被「殺校」，此乃第三種「殺校」原因。

#### 各校反應
過去香港收生不足的學校以北區村校，或位於徙置屋邨的學校為主，在面臨廢校之時，有學校試圖轉型至特色小學，如訓練獨立能力的寄宿學校、園藝為主體的綠色學校、少數族裔學校等，亦有學校發起激烈的抗爭活動，如簽名遊行、聯校罷課、校長絕食等，反抗殺校的司法覆核一直打至高等法院。此外，亦有部分學校會以合併方式以求續存（以小學而言，一般是與一些有意推展全日制、但仍未能成事的小學合作，而且一般由大型辦學機構主導；至於中學，目前僅有少數例子）。或者去其他地方招生等，或者進行特色發展好讓學校本身自然招得到學生等。

#### 政策副作用
對學生而言，殺校會導致正在該校就讀的學生無法原校畢業並且會自動退學，必須離開原來的同學，重新尋找學校收讀、適應新學校，家長亦要重新購置校服和教科書等，增加支出。
對教職員而言，被殺學校的教職員需要轉到其它學校任職或者遣散，校董會要解散，辦學團體及員工可能受影響。
對社會而言，殺校後各區校網欠缺學位的彈性緩衝，一旦出現突如其來的學位需求，如雙非學童湧入北區校網等事件，原有校網將不勝負荷，學生將被迫派往其他校區，而不能就近入學。
另外可能也衍生出「影子學生」的問題，因為學校為維持繼續辦學，可能會做出包含製造影子學生來維持的不當行為與問題，如興德學校、仁濟醫院董之英紀念中學。
另外對學校狀態也受到影響，例如小班教學得到教育界以及不少學生、家長的支持，惟特區政府至今仍未落實小班教育政策，加上上述原因（現時已略為舒緩），小班教學只在部份私校、直資學校和部分津貼小學推行。

## 台灣
台灣臺南縣麻豆鎮總爺國民小學，因校地要開發總爺藝文園區，2008年台南縣政府下令與文正國小合併，但遭到學生同家長反對，學生重向行政法院提起訴願成功，不過縣政府最後都用行政手段強制學生轉入文正國小。
過去的廢校之中，還有不乏名人讀過的，例如苗栗的亞太創意技術學院，為知名藝人蕭敬騰的母校，該校於2019年停收學生。
台南縣白河鎮崎內國民小學於2006年廢校後曾因缺乏管理，使得校園荒煙漫草，蓊鬱林木中殘破景象，當地書法家陳世憲遂於2017年提議改為國際書法村，2018年西拉雅風景區管理處將該校校園整建，而後管理處將校舍交由陳世憲團隊成為「台灣意象書法館」並於2023年開館。
。

### 大專院校
臺灣大專院校退場開始以來，有不少學校關閉，至目前已有九所大專院校關閉。
國際商業專科學校因為校務運作產生弊端，被教育部勒令退場。高鳳數位內容學院除了學生過少外，也因為財政問題主動關閉學校。另外永達技術學院、高美醫護管理專科學校
等也是因為類似原因而退場。
興國管理學院透過中信金控轉型為中信金融管理學院、立德大學藉由北部學校合併轉型為康寧大學。

## 日本
二戰以後，日本已有不少學校被廢校或「併校」或稱為大量「退場」。最主要是下列原因：
1. 戰爭造成的設施損失和學校人口減少（廣島市等二戰遭破壞的城市）
2. 昭和大合併和之後類似作業由集成的城市，城鎮和鄉村一體化措施
3. 減少人口稀少地區（日语：過疎地域）的學校教育人口
4. 在學校合併時，危險設施的改造和新校舍的建設之間的補助金額有差異
5. 由於甜甜圈現象（城市郊區化）[37]，市中心的入學人口減少

例如：
- 名義上人口最少的城市歌志內市，過去在因為煤礦，極盛時期曾設有高等學校，但在人口快速減少後，最終在2007年關閉；而中學、小學也遭到大量的關閉，現在轄內僅剩餘一間中學及一間小學，兩間公立學校，中學校之後就要到鄰近區域就學。
- 端島因為礦業開採未結束時結束及能源政策轉變，在該島上的學校隨者人口遷出也都關閉，移出該地。

### 日本的副作用
這些情形除了正在該校就讀的學生無法原校畢業以外，以及無法輕易以廢校處理的公立學校（滿足地方需要），因為財政由納稅人負擔，隨著在校學生人數的減少，以及未來沒有增加的前景下，則是產生出大量的「空教室」（完全沒有使用的教室）的問題。日本政府透過廢校並將其與附近的學校合併，可以減少當地所需的教師人數，並減輕行政負擔，但是由於學校會影響區域發展，因此關閉學校與否常會有各種討論。
私立學校因為由兒童和學生負擔入學費和學費，學生減少時無法正常營運時，就有廢校或併校的風險。除了導致該校就讀的學生無法原校畢業，必須離開原來的同學，重新尋找學校收讀、適應新學校等問題外，教職員也會面臨轉職的問題。特別是在教職員工，破產/廢校（廢園）將可能導致立即失業。
廢棄學校的遺址有時通過翻新學校設施作為新設施重新使用，但有些廢棄學校可能因為無法獲得重新利用而被破壞。遭到破壞的原校址可能會導致公共安全惡化，從而衍生問題。
文部科學省也將使學校再利用的過程更加靈活和簡單。
部分大專院校在2018年也面臨關閉的問題，源於2018年日本大學生人數達到頂峰，之後人數將會逐漸減少，而尚存的普通教育的學校則是吸納外國學生以維持營運。

### 再利用

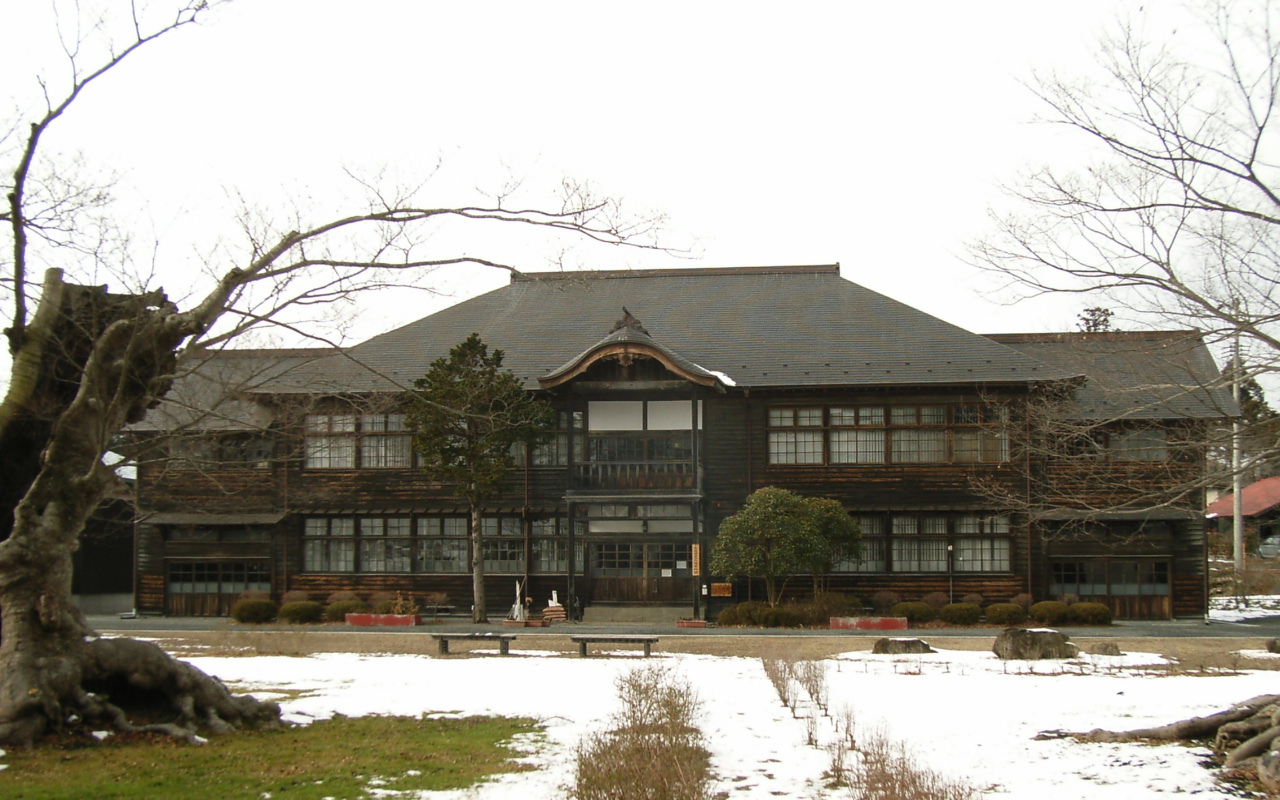
廢棄校舍再利用的例子：舊金成小学校的校舍轉用成為宮城縣栗原市金成歷史民俗資料館。

由於學校往往對社區有象徵意義，因此不同地方已嘗試以各種形式重新使用被廢棄的學校。
東日本大震災中、原本的埼玉縣立騎西高等學校作為福島縣雙葉町居民的避難所、並且設置其同町役場。原本岩手縣立宮古高等學校川井校提供救災志願者暫時住宿。
以下幾間是廢校轉用之例子：
- 北海道夕張市：夕張北高等學校
- 北海道深川市音江町：舊深川市立向陽小學校
- 北海道虻田郡新雪谷町：舊藤山小學校
- 北海道古平郡古平町：舊古平高等學校
- 北海道雨龍郡秩父別町：舊北海道立秩父別高等學校
- 北海道中川郡音威子府村：1978年、舊筬島小學校
- 北海道中川郡中川町：舊佐久中學校
- 北海道足寄郡陸別町：舊小利別小學校：民宿「夢舎（ゆめや）」營業。
- 青森縣八戶市：舊南郷村的増田小中學校，利用為青葉湖展望交流施設「山的楽校」建設。
- 青森縣東津輕郡今別町：舊袰月中學校的公共的設施改建成「海峡的家 （ほろづき）」。
- 秋田縣仙北市田澤湖：乳頭温泉郷在温泉宿「大釜温泉旅館」，由廢棄小學校移建而成。
- 岩手縣宮古市（舊下閉伊郡川井村）：舊箱石小學校轉用成「昭和的學校」。
- 宮城縣石卷市（舊牡鹿郡牡鹿町）：舊網長小學校改建成醫院「網小医院」。
- 宮城県栗原市：舊金成小學校校舎，轉用為栗原市金成歴史民俗資料館。
- 新潟縣上越市（舊東頸城郡浦川原村）：舊月影小學校的設備，改修成「月影的郷」。
- 新潟縣中魚沼郡津南町：舊津南町立中津峡小學校，改修成溫泉旅館「かたくり的宿」。
- 長野縣上田市：舊西塩田小學校為櫻花國際高等學校。
- 富山縣冰見市：舊有磯高等學校的校舎、体育館，移轉成冰見市役所。
- 栃木縣小山市：舊梁小學校
- 栃木縣小山市：舊梁小學校的校庭之体育館、棒球的練習場「小山ベースボールビレッジ」改修。棒球挑戰聯盟中栃木黃金勇士的練習地點。
- 群馬縣利根郡水上町
  - 舊水上町立藤原小學校湯之小屋分校的學校為溫泉旅館「葉留日野山荘」に改修（1972年 (昭和47年)）。2013年4月關閉、40年歴史。
  - 舊猿京小學校轉為「水上町廢校活用項目」的一環、旅館設施「泊まれる學校 さる小」。
- 東京都千代田区：舊練成中學校改建成文化藝術中心「3331 Arts Chiyoda」。
- 東京都中央区：舊十思小學校校區轉用為「十思スクエア」。
- 東京都新宿区：2008年3月24日、舊新宿区立四谷第五小學校移轉至吉本興業東京本社使用。
- 東京都新宿区：舊淀橋第三小學校「芸能花伝舎」於2005年用為日本芸能実演家団体協議会使用、用作演舞台課程，表演，辦公室等。 也可提供一般租用。
- 東京都台東区：舊柳北小學校轉用為法國人學校「東京リセ・フランコ・ジャポネ」，租用20年。
- 東京都墨田区：舊西吾嬬小學校在與早稻田大學的合作項目中，建立了一個產學合作基地「すみだ産學官連携プラザ」。
- 東京都世田谷区：舊池尻中學校以「世田谷も的づくり學校」重新開校。
- 東京都豐島區：舊時習小學校在2008年度以帝京平成大學重新開校。
- 東京都足立区：舊足立第二中學校在2007年度以東京未来大學開校。
- 千葉縣安房郡鋸南町：舊保田小學校改建、2015年以道的駅保田小學校開校。
- 静岡縣賀茂郡西伊豆町：舊大沢里小學校改建為「西伊豆町営やまびこ荘」溫泉旅館。
- 愛知縣豐田市（舊東加茂郡足助町）：舊足助町立椿立小學校用作青年旅社「あすけ里山ユースホステル」。
- 愛知縣北設樂郡東榮町：舊東栄町立東部小學校為東栄町体験交流館的き山學校使用。
- 愛知縣新城市：舊新城市立菅守小學校轉為「つくで田舎レストランすがもり」使用。
- 愛知縣豐橋市：舊豊橋市立多米小學校轉為豐橋市民俗資料收藏室使用
- 愛知縣豐橋市：舊設樂町立神田小學校轉為「豊橋市神田ふれあいセンター」使用。它位於設樂町，為豐橋市設施。
- 愛知縣岡崎市：舊岡崎市立鳥川小學校轉為「岡崎市螢科學校（岡崎市ホタル學校）」使用。
- 愛知縣春日井市：舊春日井市立藤山台東小學校的「グルッポふじとう」利用。
- 三重縣志摩市：舊南張小學校校舎轉用為界護設施「浜島地域密着型ケアセンター シルバーケア豊壽園」。
- 京都府京都市中京区：舊龍池小學校を改築し、京都国際マンガミュージアムを開館。
- 大阪府貝塚市：舊蕎原小學校校地「かいづか温泉リゾート 活用。校舎轉用為温泉、旅館設施。
- 高知縣四万十市：舊中半小學校改建、四万十川的自然体験之旅館設施「四万十楽舎」開業。
- 高知縣室戶市：舊椎名小學校改建、「室戶廢校水族館」開館。
- 岡山縣高梁市：舊高梁市立吹屋小學校的軌跡を伝える資料館として2018年を目途に開館予定。
- 山口縣周防大島町:舊周防大島町立沖浦東小學校的同校設施轉用，利用為周防大島町立看護専門學校。
- 福岡縣添田町：舊福岡縣立田川商業高等學校的体育館的改建，用作土產菓子的めんべい工場。

### 大眾文化
不少媒體節目常會以廢校或併校為題製作出影視節目，例如LoveLive!的國立音乃木坂學院和Love Live! Sunshine!!便是以此危機為故事起點。另外少女與戰車、學園孤島等也是以學校已被裁撤和或面臨存續危機的作品。
一些綜藝、電影、日本電視劇也會以已經廢校的學校做為場景中，作為學校場景的拍攝地點。

## 中国大陆
中华人民共和国成立之后，学校时有废立。1978年以前的废校，多因政治原因，比如：1950年初的院系调整，使得全国的高等院校几乎全遭肢解；大跃进之后，1959年国家组织对1958年新开设的学校进行整顿，废止、合并、转制了一批不合标准的学校；文化大革命期间，全国学生组成红卫兵，停课闹革命，全国学校形同废校。
1978年之后，国家经济发展，人口迁徙的限制也被废除。此后废校，尤其是基础教育阶段的学校的废除多现于农村、小城市等人口集中流出的区域，废校形式则多为自然废校。所谓自然废校，就是使得一所学校没有学生或者没有教师；一所学校没有学生或者没有教师了，就相当于不存在了。
这种现象在乡村相当普遍。虽然国家多次宣言提高乡村教师的待遇，但是乡村教师往往因为物质以外的原因逃离乡村；学生也因为随父母进城务工而在城市就学，而国家在维持乡村学校存在的同时，亦认识到乡村学生进城读书不可避免，遂明令各地教育主管部门保障进城务工子女接受义务教育的权利。
在城市的自然废校，则是通过行政手段，使得欲被废除的学校没有义务教育学区或者招生指标，待最后一届学生毕业后即宣告结束，有时也会通过合并学校的方式减少学校的数量。

## 其他國家
釜山舊廢校海事高中。曾用來拍攝由魏河俊主演的鬼病院：灵异直播，故事背景為作為韓國三大靈異鬼屋之一（韓國廣州市山林）。CNN在2012年將這個地方列入「全球七大恐怖聖地」之一。
其他國家也因為類似於前述提及的問題，出現不少關閉或合併的學校。例如因各類天災或人禍事故，而被迫關閉的學校或者「退場」的學校部分。例如重大災難發生時，人口於之後遷出時，學校會臨時關閉而且可能不再營運。

## 註解
1. ↑  遷置包括將學校註冊轉移至同一機構同期開辦的新校，或如位於牛頭角下邨及牛頭角上邨的其中三間同類學校，通過申請轉全日制校舍分配，以「分拆再合併」方式遷校。

## 資料來源
1. ↑  . （原始内容存档于2015-02-21）.
2. 1 2  「補助金等に係る予算の執行の適正化に関する法律」第22条
3. ↑  . 蘋果日報. 2014-09-08  [2018-01-06]. （原始内容存档于2019-04-28）.
4. ↑  . 太陽報. 2005年7月13日  [2022年1月15日]. （原始内容存档于2022年1月15日）.（繁體中文）
5. ↑  . 香港政府新聞網. 2006-03-04  [2009-05-03]. （原始内容存档于2013-12-07） （中文（香港））.
6. 1 2 3  梁亦華. . 《星島日報》，F02. 2012-07-02.
7. ↑  桂松. . 《文匯報》. 2002-12-20  [2023-01-05]. （原始内容存档于2023-01-05）.
8. ↑  《梁振英：明年私院雙非零配額》 （页面存档备份，存于），香港《文匯報》，2012年4月17日。
9. ↑  《當局嚴格執行零雙非政策》 （页面存档备份，存于），香港政府新聞網，2012年12月28日。
10. ↑  . 星島日報. 2021-10-05  [2021-11-23]. （原始内容存档于2021-11-23）.
11. ↑  歐陽德浩. . 香港01.   [2021-05-11]. （原始内容存档于2021-11-23）.
12. ↑  . 政府公報.   [2021-11-23]. （原始内容存档于2021-12-10）.
13. ↑  . Topick!. 2021-10-02  [2021-11-23]. （原始内容存档于2021-11-23）.
14. ↑  . 香港電台.   [2023-05-20]. （原始内容存档于2023-05-20） （中文（香港））.
15. ↑  . 有線新聞. 2023-05-05  [2023-05-20]. （原始内容存档于2023-05-20） （中文（香港））.
16. ↑  . Topick!. 2023-08-25  [2025-03-12]. （原始内容存档于2025-03-12）.
17. ↑  . 香港01. 2025-03-12  [2025-03-12]. （原始内容存档于2025-03-17）.
18. ↑  . 東網. 2025-01-01  [2025-03-12].
19. ↑   (PDF). 教育局. 2025-05-27  [2025-05-28].
20. ↑  .   [2015-01-03]. （原始内容存档于2015-01-03）.
21. ↑  發生案件中，教育局發現興德學校的學生名冊上，兩個學年內出現20多名從未上課的懷疑「影子學生」
22. ↑  .   [2019-03-02]. （原始内容存档于2019-08-27）.
23. ↑  . 都市日報. 2017-08-29  [2019-03-02]. （原始内容存档于2019-01-25）.
24. ↑  如：屯門東華三院鄧肇堅小學、柴灣救世軍中原慈善基金學校
25. ↑  亞太創意技術學院最後一次畢典　學生嘆：不敢說哪畢業的 （页面存档备份，存于），三立新聞網，2018-06-23
26. ↑  王涵平. . 自由時報電子報. 2017-10-18  [2023-02-28]. （原始内容存档于2023-02-28）.
27. ↑  莊曜聰. . 中時新聞網. 2018-12-03  [2023-02-28]. （原始内容存档于2023-02-28）.
28. ↑  謝進盛. . 聯合新聞網. 2023-01-16  [2023-02-28]. （原始内容存档于2023-01-20）.
29. ↑  . 自由時報. 2013-09-05  [2016-01-11]. （原始内容存档于2021-05-10）.
30. ↑  【行政公告】本校停辦作業及學生轉學安置聲明 （页面存档备份，存于），高鳳數位內容學院，2014年2月13日
31. ↑  .   [2019-03-25]. （原始内容存档于2016-03-06）.
32. ↑  .   [2019-03-25]. （原始内容存档于2019-12-01）.
33. ↑  .   [2019-05-26]. （原始内容存档于2020-05-06）.
34. ↑  （页面存档备份，存于） 高美醫專正式宣告8月退場 擬轉型長照機構]
35. ↑  . ETTODAY東森新聞雲. 2015-04-24  [2016-01-11]. （原始内容存档于2019-12-02）.
36. ↑  洪瑞琴. . 自由時報. 2015-07-23  [2016-01-11]. （原始内容存档于2021-05-10）.
37. ↑  市區生活太貴，而人口移往市郊
38. 1 2   (PDF).   [2019-02-05]. （原始内容 (PDF)存档于2013-01-26）.
39. ↑  「廃校」できず「休校」　理由は…「国補助金返せない」 （页面存档备份，存于） 読売新聞、2008年1月11日。
40. ↑  . LoveLive!动画官网.   [2015-05-17]. （原始内容存档于2015-05-02） （日语）.
41. ↑  . 人民日报. 1981-03-31 （中文）.
42. ↑  .   [2019-04-16]. （原始内容存档于2019-08-22）.
43. ↑  .   [2019-02-22]. （原始内容存档于2019-04-30）.

## 外部連結
- （繁體中文）建校 — ：相輔？相悖？ （页面存档备份，存于）
- （繁體中文）教協 中學反行動
- （繁體中文）搶救總爺國小反併校行動聯盟
- 廃校リニューアル50選 （页面存档备份，存于） - 文部科学省
- まちむら交流きこう：廃校活用ポータルサイト - 財団法人都市農山漁村交流活性化機構
- 廃校活用ポータルサイト - 廃校活用事例をまとめたサイト
- 廃校施設等活用状況実態調査の結果について （页面存档备份，存于） - 文部科学省